# Wijan Ponlid
Wijan Ponlid, född 26 april 1976 i Sukothai, Thailand, är en thailändsk boxare som tog OS-guld i flugviktsboxning 2000 i Sydney. Han återvände till Thailand efter guldet och blev välkomnad som en hjälte; han erhöll ett nytt hus, 20 miljoner baht, ett arbete som polisofficer i  Suhkhothai och fick gå i en parad framför 49 elefanter genom Bangkok.